# 南川諦弘
南川 諦弘（みなみがわ あきひろ、1942年 - ）は、日本の法学者、弁護士。専門は行政法・地方自治法。大阪学院大学法務研究科教授・研究科長。

## 略歴
- 1942年 大阪府生まれ
- 1966年 大阪大学大学院法学研究科修士課程修了
- 1987年 大阪学院大学法学部教授
- 1992年 カリフォルニア大学バークレー校客員研究員
- 2002年 弁護士登録（奈良弁護士会）
- 2004年 中国広西民族大学政法学院客員教授
- 2004年 大阪学院大学法務研究科教授、研究科長

## 著書
- 『ケースブック憲法』共編著（三和書房）
- 『条例制定権に関する研究』（大阪府立大学経済学会）
- 『行政法案内』（晃洋書房）
- 『行政法講義 - 争点と判例』共編著（嵯峨野書院）